# Lungarno (Pise)
Pour les articles homonymes, voir Lungarno.

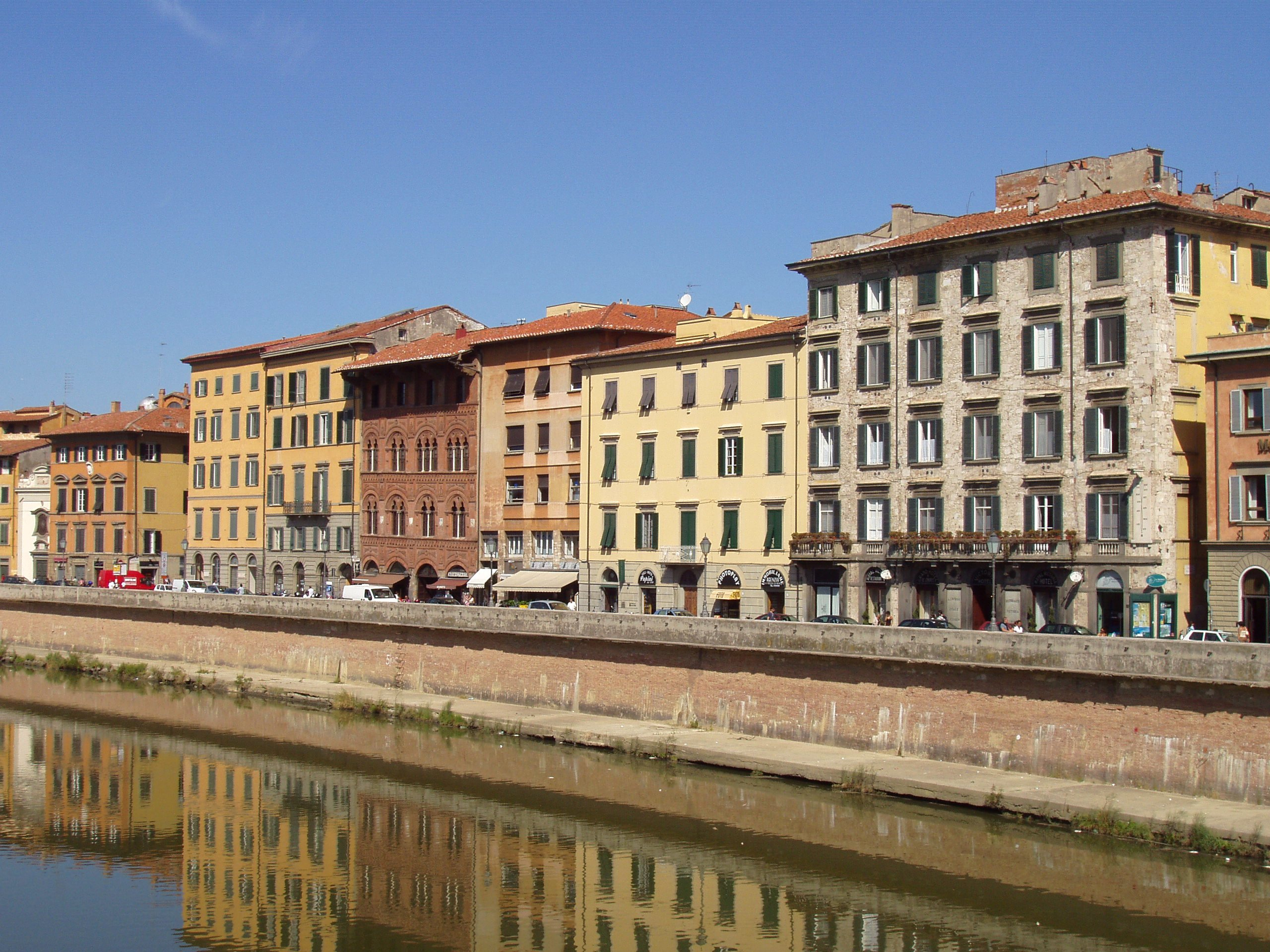
Lungarno à Pise

Les  Lungarni de Pise (pluriel de l'italien lungarno, littéralement « le long de l'Arno ») sont les quais qui  bordent  l'Arno le long de sa traversée de Pise. Contrairement à ceux de Florence, ils bordent les deux rives.
Ils sont bordés d'anciens palais et sont limités par  les Spallette (petites épaules), parapets assez haut en pierre et brique dont la fonction est de contenir les crues de l'Arno.
Sur ces quais s'alignent de  nombreux et importants édifices, comme la Chiesa de San Sepolcro, le Palazzo Lanfranchi, le Palazzo Gambacorti, le Palazzo Real, le Palazzo alla Giornata, la chiesa di San Paolo a Ripa D'Arno (le Duomo Vecchio), la chiesa di Santa Maria della Spina (démontée et reconstruite pour la sauver des crues de l'Arno) et beaucoup d'autres édifices historiques.
Pendant la Seconde Guerre mondiale, beaucoup de ces palais médiévaux ont été frappés par les bombes. Quelques « blessures » sont encore visibles, d'autres ont été  réparées récemment, d'autres depuis 50  ans, avec plus ou moins de bonheur.